# Тарахи
Тарахи (пол. Tarachy) — село в Польщі, у гміні Щучин Ґраєвського повіту Підляського воєводства.
Населення — 77 осіб (2011).
У 1975-1998 роках село належало до Ломжинського воєводства.

## Демографія
Демографічна структура станом на 31 березня 2011 року:
|          | Загалом | Допрацездатний вік | Працездатний вік | Постпрацездатний вік |
| -------- | ------- | ------------------ | ---------------- | -------------------- |
| Чоловіки | 41      | 12                 | 23               | 6                    |
| Жінки    | 36      | 7                  | 19               | 10                   |
| Разом    | 77      | 19                 | 42               | 16                   |